# Andreas Peter Bernstorff
Andreas Peter Bernstorff (ur. 28 sierpnia 1735, zm. 21 czerwca 1797) – duński mąż stanu i polityk, z rodu Bernstorff. Odznaczony Orderem Słonia w 1776 roku
Urodził się w Hanowerze. W świat polityki wprowadził go wuj Johann Hartwig Ernst von Bernstorff. Po wielkim Grand Tour po Europie, wszedł w służbę królewską w 1755 roku. W latach 1760 był zdolnym urzędnikiem lecz nie wybijającym się i pozostającym w świcie wuja. Rządzący w latach 1770-1771 Niemiec Johann Friedrich Struensee odwołał go, lecz nowy rząd, któremu przewodził Ove Høegh-Guldberg ponownie skorzystał z jego usług.
Gdy w roku 1773 został ministrem spraw zagranicznych rozpoczęła się jego prawdziwa kariera polityczna.
Jako minister spraw zagranicznych uprawiał politykę umiarkowanie prorosyjską, dzięki czemu trzymał Szwecję w cuglach. Starał się również unikać zadrażnień z Wielką Brytanią. Miał już wielu wrogów w ramach rządu. Gdy toczyła się amerykańska wojna rewolucyjna poparł politykę "zbrojnej neutralności". W roku 1780 osiągnął ogromny sukces polityczny wstępując do anty-brytyjskiej Ligi Neutralności ze Szwecją i Rosją i jednocześnie gwarantując Danii bezpieczeństwo jej handlowych interesów, poprzez odpowiednią umowę z Wielką Brytanią.
Głęboka niechęć Rosjan do niezależnej od nich polityki ministra, dała jego rywalom pretekst do zwolnienia go. W listopadzie 1780 Ove Høegh-Guldberg zdymisjonował Bernstorffa.
W latach 1784–1797 Bernstorff znów był ministrem spraw zagranicznych. Odmówił jakiejkolwiek interwencji przeciwko Francji, gdzie szalała rewolucja francuska.
Słynął z obrony wolności, także teoretycznej.
Był odznaczony duńskimi orderami Danebroga (1766), Słonia (1776) i Wierności (1765).
Jego syn Christian Günther von Bernstorff był również politykiem.